# Auberge de Schantzwasen
Die Auberge de Schantzwasen ist ein privater Berggasthof unterhalb des Tanet im Elsass und ein DAV-Vertragshaus.

## Geschichte
Ursprünglich weideten Bauern ihre Viehherden im Sommer auf den Wiesen des Schantzwasen. Nach Kriegsende fanden Mitglieder eines Skiklubs aus Stosswihr ihren Gefallen an dem Bauernhof, der unmittelbar neben den Pisten stand. Der Andrang der Wintersportler wurde jedoch immer größer und der Skiklub zog in eine neue, eigenhändig erstellte Hütte. 1949 wurde das Bauernhaus an die Skifahrer aus dem Saargebiet veräußert. Das Haus wurde renoviert und mit mehr Komfort ausgestattet.
Es vergingen Jahrzehnte, bis die Familie Hiniger im Jahr 1992 die Hütte erwarb und bewirtschaftete. Im Sommer 2014 entstand die Farm der Rentiere. Bei einem Spaziergang können die freilaufenden Rentiere beobachtet werden. Auf dem Gelände existiert ein Museum, das dem Volk der Samen, den Züchtern der Rentiere in Lappland, gewidmet ist.

## Übernachtung
Mit einer Kapazität von 47 Plätzen in 13 Zimmern für 2, 4 und 6 Personen, die alle mit einem Waschbecken ausgestattet sind, bietet die Herberge Übernachtungsmöglichkeiten an.

## Lage
An den Hängen des Tanets, ein 1292 m hoher Berg in den Hochvogesen, befindet sich zwischen dem Ort Soultzeren und dem Col de la Schlucht, die Unterkunft Auberge de Schantzwasen.

## Zustieg
Es existiert ein Parkplatz am Haus. Während der Wintersaison ist die Anfahrt zur Auberge oft verschneit.

## Tourenmöglichkeiten
- 4 Seen Wanderung Vogesen, Wanderung, Elsass, 20,2 km, 9 Stunden
- Über Col de la Schlucht, Wanderung, Elsass, 15,3 km, 5,2 Stunden
- Sentiers des Roches von Schantzwasen, Wanderung, Elsass 17,4 km, 6,1 Stunden
- Le Tanet, la Schlucht, le lac du forlet, Wanderung, Elsass, 15,6 km, 4 Stunden
- Lac Vert und Lac des Truites - Karseen und Fermes Auberges am Vogesenkamm, Wanderung, Elsass, 8,8 km, 3,5 Stunden
- Wanderung Lac Vert - Col du Tanet, Wanderung, Elsass, 7,4 km, 2 Stunden
- Hochvogesen Gazon du Faing, Wanderung, Elsass, 17,5 km, 5,5 Stunden
- 4-Seen-Tour, Wanderung, Elsass, 19,6 km 6,3 Stunden[3]

## Skifahren
- Skigebiete Elsass

## Karten
- Kompass-Karten-Set 2221 Elsass, Vogesen Mitte, Alsace, Vosges du Centre (2 Karten) 1:50.000: inklusive Karte zur offline Verwendung in der KOMPASS-App. Fahrradfahren. Landkarte – Gefaltete Karte, ISBN 978-3-99044-871-7
- Kompass-Wanderkarten-Set 2222 Elsass, Vogesen Süd, Alsace, Vosges du Sud, Colmar, Mülhausen, Mulhouse (2 Karten) 1:50.000: inklusive Karte zur offline Verwendung in der KOMPASS-App. Fahrradfahren. Landkarte – Gefaltete Karte, ISBN 978-3-99044-872-4